# 巴巴洛斯級巡防艦
巴巴洛斯級巡防艦（英語：Barbaros-class frigate），中文亦譯為巴巴羅薩級，為土耳其海軍自1997年起至2000間陸續服役的巡防艦，巴巴洛斯級與其前級亞維茲級巡防艦設計均源於德國MEKO型，分類為MEKO 200設計，巴巴洛斯級又可在細分為MEKO 200 TN II-A巴巴洛斯級與MEKO 200 TN II-B薩里西里級。

## 歷史
2018年4月3日，土耳其與阿瑟爾桑國防工業及哈維爾桑共同合資的公司簽署了4艘巴巴洛斯級巡防艦的升級合約升級項目包括包括武器系統、戰鬥管理系統、雷達等設備更新及以新集成桅杆取代現有桅杆等。

### 服役經歷
溫斯頓·S·邱吉爾號驅逐艦（DDG-81）分別在2020年8月24日、26日先後與希臘海軍、土耳其海軍在地中海舉行聯合演習，其中土耳其海軍派遣巴巴洛斯號巡防艦（F 244）及布爾加薩達號巡防艦（F 513）在希臘與土耳其兩國爭議已久的地中海東部海域與邱吉爾號驅逐艦進行聯合操演。。

## 設計

### 壽命中期性能提升
MEKO 200 TN II-A（F 244、F 245）換裝1具八單元Mk 41垂直發射系統取代過時的Mk.29海麻雀飛彈發射器，而MEKO 200 TN II-B（F 246、F 247）則已安裝2具八單元Mk 41，此外，所有4艘巴巴洛斯級上原有的AWS-9 3D空中搜索雷達則被泰雷茲集團SMART-S Mk2 3D雷達取代，艦上原有的魚叉反艦飛彈則由土耳其設計生產的阿特瑪卡反艦飛彈更換。

## 同型艦
| 艦名                     | 艦名出處                 | 建造廠                         | 下水日期                 | 服役日期                 |
| MEKO 200 TN II-A巴巴洛斯 | MEKO 200 TN II-A巴巴洛斯 | MEKO 200 TN II-A巴巴洛斯       | MEKO 200 TN II-A巴巴洛斯 | MEKO 200 TN II-A巴巴洛斯 |
| ------------------------ | ------------------------ | ------------------------------ | ------------------------ | ------------------------ |
| 巴巴洛斯號（F 244）      | 海雷丁·巴巴羅薩          | 布洛姆+福斯，漢堡              | 1993年9月29日            | 1997年5月23日            |
| 奧魯奇雷斯號（F 245）    | 奧魯奇雷斯               | 格爾居克海軍造船廠，科賈埃利省 | 1994年7月28日            | 1997年5月23日            |
| MEKO 200 TN II-B薩里西里 |                          |                                |                          |                          |
| 薩里西里號（F 246）      | Salih Reis               | 布洛姆+福斯，漢堡              | 1997年9月26日            | 1998年7月22日            |
| 柯馬瑞斯號（F 247）      | 凱末爾·雷斯              | 格爾居克海軍造船廠，科賈埃利省 | 1998年7月22日            | 2000年6月8日             |

### MEKO 200型
- 亞維茲級巡防艦（英语：Yavuz-class frigate） 土耳其
- 瓦斯科·達伽馬級巡防艦 葡萄牙
- 海德拉級巡防艦 希腊
- 安扎克級巡防艦  新西兰

### 土耳其海軍
- 加濟安泰普級巡防艦

## 資料來源
1. ↑  .   [2018-05-04]. （原始内容存档于2019-12-29）.
2. ↑  .   [2023-08-12]. （原始内容存档于2019-12-29）.
3. ↑  王能斌. . 青年日報. 2020年8月30日  [2023年8月11日] （中文）.
4. ↑  .   [2023-08-12]. （原始内容存档于2021-11-27）.
5. ↑  Conway's All the World's Fighting Ships 1947-1995

## 外部連結
维基共享资源上的相關多媒體資源：巴巴洛斯級巡防艦
- The First Upgraded MEKO 200 Frigate Of Turkish Navy
- BARBAROS CLASS ( MEKO 200 Track II) (Turkey) 的存檔，存档日期2013-01-24.